# Чимбулак
Шымбула́к, Шымбула́к (каз. Шымбұлақ) — популярный горнолыжный курорт в Казахстане, близ Алма-Аты, расположенный на хребте Заилийский Алатау немного выше высокогорного катка «Медео».
Урочище Шымбулак находится на территории Иле-Алатауского национального парка на высоте 2200—2500 м, Талгарский перевал на 3200 м, ближайшие вершины: пик Школьник — 3590 м, пик Амангельды — 3999 м, пик Абая — 4010 м, пик Нурсултан (ранее пик Комсомола) — 4376 м. Ежегодно на пик Нурсултан проводятся восхождения в рамках альпиниады.
Благоприятные природные условия привлекают туристов, альпинистов, горнолыжников к этому району с доступным рельефом, позволяют прокладывать лыжные трассы с перепадом высот 900—1000 м. В связи с этим с 1954 года здесь начала функционировать горнолыжная спортивная база «Чимбулак». Длина трассы спортивного спуска с Талгарского перевала 3500 м, слалома-гиганта 1500 м, средняя ширина 25 м, уклон 11—29°. Такие параметры позволяют спортсменам на всем её протяжении развивать предельные скорости. Подняться на самую высокую точку Чимбулака можно по современной канатной дороге, которая начинается в 800 метрах от катка «Медео». Первая секция канатной дороги ведёт к нижней точке горнолыжных трасс Чимбулака, где находятся прокат лыж, сноубордов и оборудования, закусочные и рестораны. Вторая секция канатной дороги ведёт примерно в середину трассы, откуда уже можно начинать спуск или сделать пересадку на третью секцию дороги, которая приведёт на самую высокую точку Чимбулака, Талгарский перевал, находящуюся выше облаков.

## История
Впервые всесоюзные соревнования по горнолыжному спорту на Чимбулаке начали проводиться с 1950 года. Полноценно, как горнолыжная спортивная база, Чимбулак начал свою работу в 1954 году. В начале урочища для спортсменов были устроены десять комфортабельных деревянных домов, столовая и клуб, которые были хорошо оборудованы, имели паровое отопление, электрическое освещение, располагались вблизи лыжных трасс. Чимбулак являлся тренировочной базой советских горнолыжников, на его склонах проводились 5 раз чемпионат СССР и Казахстана. В марте 1954 года на курорте заработала 1500-метровая стальная линия канатно-буксировочной дороги.
С 1961 года «Казахский совет спортивных обществ и организаций» проводил ежегодные открытые соревнования горнолыжников на приз «Серебряный эдельвейс». Медалями с изображением легендарного цветка высокогорья, который стал символом мужества и благородства, награждались победители по слалому, слалому-гиганту и скоростному спуску, а большая медаль вручалась лучшему в горнолыжном троеборье.
С 1983 года база «Чимбулак» начала работать в качестве олимпийского центра горнолыжной подготовки. Были построены: 4-этажная гостиница на 220 мест, финская баня, медицинский центр, создано несколько новых скоростных подъёмников. В тот же год была введена в эксплуатацию канатно-кресельная дорога «Пансионат — 20-я опора». Её длина составила 2 км и перепад высот конечных точек 600 метров.
В 1985 году после тщательного изучения условий проведения состязаний на Чимбулаке, Международная федерация лыжного спорта (ФИС) утвердила три здешние трассы: для скоростного спуска — «Чимбулак-Талгар», для слалома и гигантского слалома «Чимбулак».
В 1997 году РГП «Чимбулак» были запущены две очереди новых канатно-кресельных дорог австрийского производства.
Каждый год в начале февраля на Чимбулаке соревнуются горнолыжники, разыгрывая «Приз Александры Артёменко», известной местной горнолыжницы.
С 28 декабря 2011 года начал свою работу фристайл-парк Quiksilver Chimba Park.
В марте 2013 года русская версия журнала «Forbes» включил Шымбулак в десятку лучших безвизовых для россиян горнолыжных курортов.
В марте 2023 года вошел в Книгу рекордов Гиннесса как самая высокая ночная горнолыжная трасса в мире.
В 2023 году курорты «Амирсой» (Узбекистан), «Роза хутор» (Россия) и «Шымбулак» (Казахстан) объеденились в Евразийский Альянс горных курортов.

## Собственники объекта
В Советское время ГЛК Чимбулак находился в государственной собственности. С начала 2000-х годов находится в частной собственности ТОО «Chimbulak Development».

## Реконструкция
В ходе подготовки к Зимней Азиаде 2011 были проведены две реконструкции горнолыжного курорта. Протяженность трасс с 6 км увеличена в среднем вдвое. На наиболее оживленных участках зона катания расширена в 10—20 раз. На горнолыжных трассах установлены снежные пушки, заменены тросы четырёх канатных дорог. Реконструирована гостиница, построены спа-центр, рестораны и бутики. Появились современные системы измерения времени, информационные табло, необходимые для проведения соревнований. На «Шымбулаке» открылась частная школа горных лыж и сноуборда.
Также к Азиаде-2011 построена современная канатная дорога от спортивного комплекса «Медео» до горнолыжной базы «Шымбулак» протяженностью 4,5 км. По новой гондольной линии подъём к горнолыжным трассам занимает не более 15 минут. На линии может работать до 115 восьмиместных кабин (во время Азиады-2011 использовалось 70 кабин), скорость движения — 5 метров в секунду, пропускная способность — до 2000 человек в час. Концепция разработана с таким учётом, чтобы гондольная дорога от «Медео» на «Шымбулак», а также четыре канатные дороги (cableway) на самом «Шымбулаке» составляли одно целое, позволяя горнолыжникам и просто туристам в течение 35 минут оказаться на высшей точке курорта — Талгарском перевале.
Все работы по реконструкции и строительству на горнолыжных объектах к Азиаде осуществлены за счёт государства. Государственный банк «Банк развития Казахстана» через фонд национального благосостояния «Самрук-Казына» по программе «30 корпоративных лидеров Казахстана» выделил компаниям ТОО «Medeu Development» и «Chimbulak Development» заём в 260 млн долларов США.
Сообщалось, что в ходе реконструкции курорта было грубо нарушено природоохранное законодательство республики.

## Соревнования и знаменательные события на ГЛК «Чимбулак»
В феврале 2011 года на Чимбулаке прошли соревнования горнолыжников по скоростному спуску, супергиганту и суперкомбинации среди мужчин и женщин по программе VII зимних Азиатских игр.
В феврале 2017 года на Чимбулаке прошли соревнования 28-й Всемирной Зимней Универсиады по горным лыжам, фристайлу и сноуборду.
В сезоне 2018/19 в Алматы впервые проводился этап Кубка мира по фристайлу в дисциплине могул. В соревнованиях принимали участие лучшие спортсмены из 12 стран. Лидер казахстанской команды Юлия Галышева завоевала золотую медаль на домашнем этапе.
В сезоне 2019/2020 Алматы снова принял этапы Кубка мира FIS по фристайлу в дисциплинах параллельный могул (на ГК «Шымбулак») и впервые этап Кубка мира FIS по фристайлу в дисциплине лыжная акробатика (на ГК «Ой Карагай»). Алдабергенова Жанбота завоевала бронзовую медаль в лыжной акробатике, Рейхерд Дмитрий показал 4 результат в соревнованиях по могулу. Уровень проведения соревнований был высоко оценен представителями Международной федерации лыжного спорта (FIS).
В сезоне 2020/2021 в Алматы были организованы Чемпионат мира FIS и этапы Кубка мира по фристайлу в дисциплине параллельный могул и лыжная акробатика. Казахстанские спортсмены выступили на высоком уровне и смогли завоевать несколько медалей. В дисциплине могул на Чемпионате мира Юлия Галышева завоевала серебряную медаль, Колмаков Павел и Городко Анастасия завоевали бронзовые награды. В дисциплине лыжная акробатика на этапе Кубка мира Алдабергенова Жанбота стала обладательницей бронзовой медали.
А в сезоне 2022/2023 соревнования, после перерыва в год, снова вернулись к нам на склоны. К сожалению, казахстанские спортсмены были не такими яркими, как в сезоне 20/21 и принесли только одну победу. Павел Колмаков завоевал серебро в дисциплине могул на этапе Кубка мира.
С 21 по 25 февраля 2024 года впервые в Алмате, на горном курорте Шымбулак прошли международные соревнования по фрирайду - Freeride World Qualifier.
В марте 2024 года прошли соревнования Этапов Кубка Мира по фристайлу в дисциплинах "могул", "параллельный могул" и "лыжная акробатика".

Награды и знаменательные события курорта:
- ГК «Шымбулак» установил рекорд Гиннесса как самый высокий ночной горнолыжный склон в мире, высота склона составляет - 3200 метров, а протяженность - 3 640 метров. (март 2023)
- Горный курорт «Шымбулак» удостоен звания "Лучший горнолыжный курорт" по версии SKI BUSINESS AWARDS 2023 (октябрь 2023)
- Осенью 2021 года на ежегодной торжественной церемонии в Москве Shymbulak Mountain Resort был удостоен награды Ski Business Awards в номинации «Лучший горнолыжный курорт СНГ» среди 200 горнолыжных курортов СНГ
- В мае 2022 года, по итогам голосования пятой премии в области культуры и спорта от «Тикетон», Шымбулак был определен «Лучшим туристическим брендом Казахстана».
- 8 июня 2023 года в Сочи руководители горных курортов Шымбулака, Амирсой (Узбекистан) и Роза Хутор (Россия) договорились о создании Евразийского Альянса горных курортов (ЕАГК).

ГК «Шымбулак» на протяжении многих лет ведет открытую политику по обмену опытом с локальными и международными курортами. 
- В июне 2023 года горные курорты «Шымбулак» (Казахстан), «Роза Хутор» (Россия), и «Амирсой» (Узбекистан) начали совместную работу по созданию Евразийского альянса горных курортов (ЕАГК), который обеспечит платформу для стратегического развития туризма на пространстве Евразии, профессионального общения, продвижения лучших практик и брендов горных курортов. Среди основных целей альянса — продвижение всесезонного горного туризма и популяризация активного образа жизни, обмен необходимой информацией и передовым опытом, повышение профессиональной квалификации работников горных комплексов, разработка общих подходов к стандартам безопасности.
- В ноябре 2023 года был подписан меморандум о намерении создания Альянса Горнолыжных курортов Тюркских стран, между курортами - "Шымбулак" Казахстан, "Шыхдаг" Азербайджан, "Амирсой" Узбекистан. Курортами поставлены следующие цели в рамках нового альянса: создание условий для обмена профессиональными наработками и передовым опытом, повышения профессиональной квалификации сотрудников, совместное продвижения туристического продукта на медиаресурсах альянса, сохранение и взаимное продвижения природного и культурного наследия стран участников, а также присоединение к альянсу горных курортов тюркских стран.
- В марте 2024 году был подписан меморандум о сотрудничестве с южнокорейским горнолыжным курортом MONA Yong Pyong. В рамках подписанного меморандума планируется активный обмен туристами (до 15.000 человек) и инструкторами между Казахстаном и Южной Кореей. Это будет стимулировать развитие горнолыжного туризма и спортивного обмена между двумя странами.

## Галерея
- Новая гондольная линия Медео — Шымбулак. 8-местная кабина
- Вид из кабины канатной дороги на горнолыжную трассу курорта Шымбулак
- Вид на горы со станции канатной дороги курорта Шымбулак
- Верхняя точка горнолыжной трассы курорта Шымбулак на Талгарском перевале
- Вид из открытой кабины канатной дороги на горнолыжную трассу курорта Шымбулак
- Канатка над селехранилищем плотины Медеу, 2017
- Отдых на Шымбулаке
- С инструктором
- Верёвочный парк
- Гондольная дорога с Шымбулака (2260 м) на Талгарский перевал (3200 м) летом
- Вид на снежный пик Талгар (4979 м) с Талгарского перевала летом
- Столб указателей направлений на перевале Талгарский, слева пик Чкалова (3892 м), справа пик Школьник (3850 м)
- Вид на дорогу, ведущую к пику Шымбулак (Шымбулачка) летом с Талгарского перевала